# Maffe
Ne doit pas être confondu avec maffé.
Maffe (en wallon Mafe) est une section de la commune belge de Havelange située en Wallonie dans la province de Namur.
C'était une commune à part entière avant la fusion des communes de 1977.

## Évolution démographique
- Source: DGS, 1831 à 1970=recensements population, 1976= habitants au 31 décembre
- 1890: Scission de Méan en 1887

### Patrimoine architectural

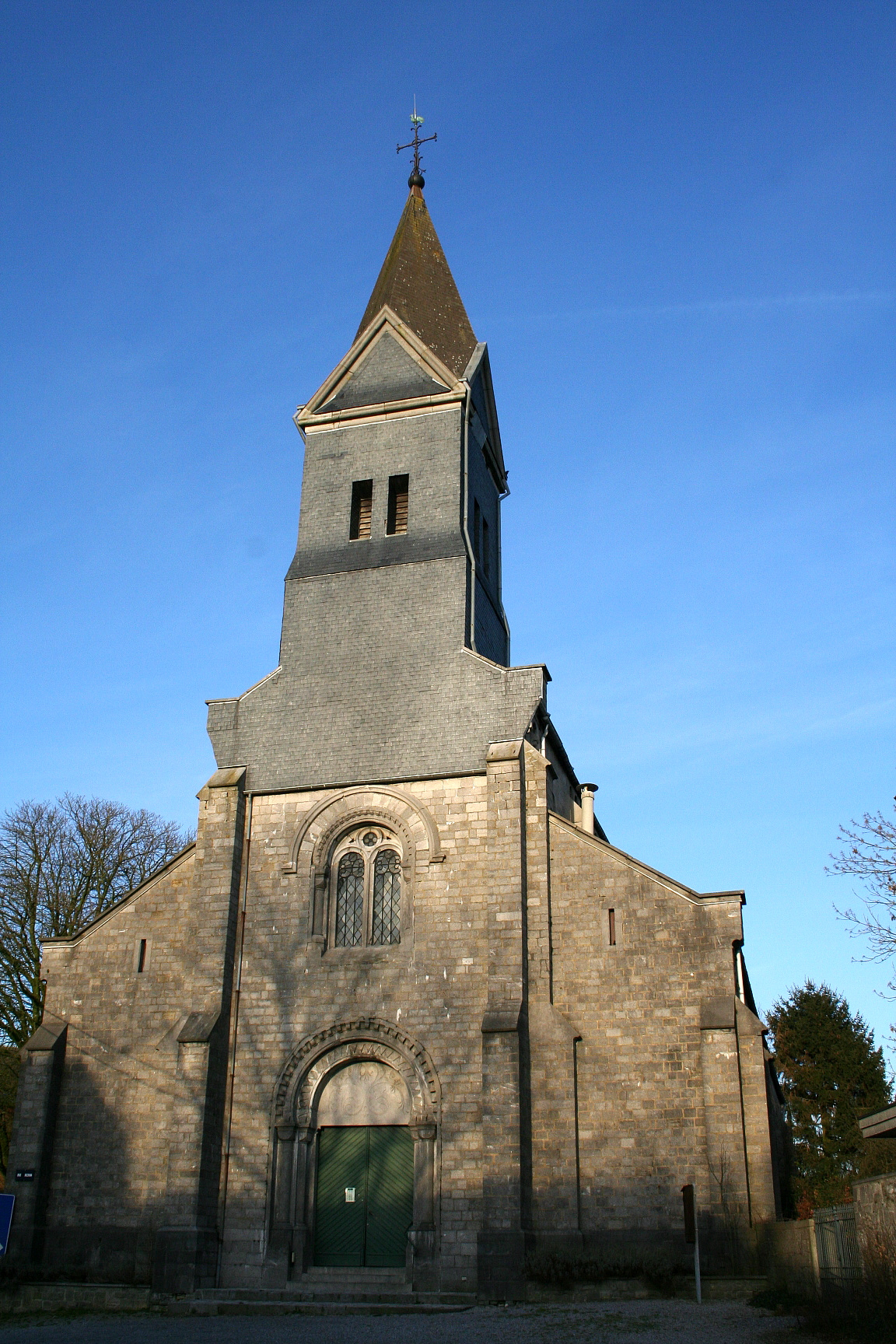
L’église Saint-Léger (1873-1874).

## Patrimoine et culture

### Culture

#### Festivités
Chaque année, le troisième dimanche de septembre, se déroule la fête de la Route du Fromage Maffe - Gros-Chêne.
Elle offre au visiteur de nombreuses animations et la visite des deux fromageries en activité : la Fermière de Méan (à Maffe) et la Fromagerie du Gros-Chêne (à Méan).

## Personnalités
- Louis van den Steen de Jehay (1813-1864), homme politique belge.